# Morattab
Morattab – irańskie przedsiębiorstwo branży motoryzacyjnej, zajmujące się produkcją samochodów terenowych i sportowo-użytkowych. Przedsiębiorstwo zostało założone w 1957 roku, a jego siedziba mieści się w Teheranie.
Wielkość produkcji w 2003 roku wyniosła ponad 1500 samochodów.